# Shadow DOM
Shadow DOM ist ein Entwurf für einen Webstandard des World Wide Web Consortiums (W3C), welcher von Google im Rahmen der WHATWG vorgeschlagen wurde. Das Shadow DOM wird eingesetzt, um wiederverwendbare Komponenten zu erstellen, die in HTML5-basierten Webseiten eingebunden werden können.
Shadow DOM kommt insbesondere im Polymer-Projekt von Google zum Einsatz.